# 12국 목록
십이국은 오노 후유미의 소설 《십이국기》 시리즈의 무대가 되는 가공 세계의 호칭. 혹은 그 속에 존재하는 12 나라의 총칭이기도 하다.

## 개요
십이국기에는 산해경에 등장할 법한 신선이나 요괴가 존재하는 세계이다. 문화, 정치형태는 고대 중국(특히 주나라)와 비슷하며 절대 왕정이다. 하지만 왕위는 세습되지 않으며 12국에 각각 기린이 천의(天意)에 따라 고른 왕에 의해 다스려진다. 왕은 제후를 임명하여 각 지역을 다스리게 하며, 이러한 왕이나 고위 관리, 신선등은 불로장수한다. 그러나 이는 영원불멸한 삶을 산다는 것은 아니며 동기(冬器)로 몸통이나 목을 베면 죽게 된다. 또한 국왕이 폭정 혹은 도의에 어긋난 정치를 행하면 기린은 실도(失道)의 병에 걸려 죽게 되며 기린이 죽으면 왕 또한 죽게 된다.
타국에 대한 군사적 간섭은 그 나라의 국왕이 조력을 요청하지 않는한 천의에 따라 엄격히 금지되어 있으며 이유를 불문하고 그것을 어긴 국왕은 왕과 기린 모두 비참한 죽음을 맞고 국씨(国氏)도 바뀐다. (적면의 죄) 이 작품은 이러한 왕과 왕을 선택한 기린, 천의란 무엇인가를 시리즈의 큰 주제로 그리고 있다. 또한 사이드 스토리로 맨 처음 집필된 《마성의 아이》는 식에 의해 교차하는 이 세계가, 우리가 사는 현실 세계에 개입했을 때의 공포를 공포 소설로 그리고 있고, 달콤한 이세계(異世界)의 환상에 어울리지 않는 세계관을 제시하고 있다.

## 기본설정

### 창세신화
이 세계에는 독특한 창세신화가 존재하고 있다. 그것은 단지 과거의 일을 말하는 신화로서 존재하는 것이 아니라, 구체적인 〈하늘의 뜻〉으로서 현재 및 현실에 작용하고 있는 태강등과도 밀접하게 연관되어 있다. 그것은 대체로 다음과 같다.
일찍이 세계는 9주와 4개의 이민족을 더해 도합 13주인, 지금과는 완전히 다른 세계였다. 그러나 사람들은 너무나도 분별없이 상식에 어긋난 삶을 살고 있었다. 천제가 아무리 설득해도 아무도 행동을 고치지 않고, 전쟁이 끊임없이 일어나 피의 강이 흘렀다. 이에 천제는 뜻을 굳히고, 구주사이를 멸하고 5명의 신과 12명의 사람을 제외하고 모두를 알로 돌려보냈다. 그 중앙에 오산을 만들고, 서왕모를 주인으로 임명하고 오산으로 둘러싸인 한 주를 황해로 만들었다. 그리고 5명의 신을 용왕으로 삼아 오대산을 각각 하나씩 맡아 지키게 했다.
또한 12명의 사람에게는 각각 세 개의 열매가 달려있고 한 마리의 뱀이 감겨 있는 가지를 건네주었다. 그 뱀이 몸을 풀고 하늘로 날아가자 열매들이 떨어져 각각 토지와 나라와 옥좌를 만들었고, 남은 가지는 붓이 되었다. 그것은 각각 뱀은 태강, 토지는 호적, 나라는 법, 옥좌는 인도(仁道),즉 재보(宰輔)를, 붓은 역사를 나타낸다.

### 천제
천제(天帝)는 이 세계의 최고 신이자 창조주이다. 〈천〉이라 불리기도 한다. 이 세계가 생기기 전부터 지배하였으나 과거의 세계가 너무나도 혼란스러웠기 때문에 세계를 멸하고 모두 알로 돌려보내 현재의 십이국기 세계를 만들었다. 십이국 세계의 모든 것을 만들고 태강을 정해 지금도 세계를 다스리고 있다고 여겨지는 존재로, 옥경에 산다고 전해지고 있다. 기린이 왕을 선택할 때도 천제의 의사를 따라 선택한다고 한다.
천제는 소설속에서도 거의 설명되지 않고 있다. 천계에 속하는 천선(天仙)인 견랑진군은 옥경에 거주하는 천제와 제신에게 탄원하여 리목의 가지를 열두개 얻어 그것을 황주의 백성들에게 내려 주었다고 한다. “천제가 왕을 임명하는 의식”으로 여겨지는 왕의 즉위 의식에도 모습을 드러내지 않고, 안국의 왕과 엔키는 500년에 걸쳐 통치하는 동안 “만난 적도 없고, 만났다고 하는 놈도 모른다 ”라고 말하고 있기 때문에, 존재의 유무나 12국 세계에서의 역할에 대해서는 여러 가지 억측을 낳고 있다.

### 왕
왕은 기린이 선택한, 천제를 대신하여 나라를 다스리는 인물. 선택받을 수 있는 자격은 그 나라의 리목에 열린 난과에서 태어날 것, 기린만이 느낄 수 있는 왕기를 지니고 있을 것. 이 왕기는 천제의 의사, 즉 천명이다. 단명하는 왕이나 여왕이 많으며 장기간 통치하는 명군이나 현군은 그 수가 적다. 또한 모반과 같은 왕의 목숨이 위협받을 경우, 천제가 구해주는 일은 없다. 이로 인해 일반적으로 전해지는 천명이라는 시스템이나 하늘의 존재에 대해 의문을 갖는 자도 많다.
왕의 통치에는 몇 차례의 고비가 존재한다. 이 지점 외에서 쓰러지는 왕도 많고, 항상 이 사항에 해당하는 것만은 아니다.
- 통치하기 시작한지 10년 정도 되는 시기. 실무에 뛰어난 관료들을 편성할 수 있느냐가 첫 관문으로 들 수 있다. 관료편성에 실패하여 국가 통치의 기개를 잃는 일이 많다.
- 일반적인 인간의 수명을 넘길 때즘. 불로불사의 몸임에도 불구하고 인간으로서의 수명이 다한 것을 생각하며 사는 것에 대한 욕구를 잃은 것으로도 보인다.
- 300년쯤 지났을 무렵. 이대로 왕으로서 영원히 통치하며 사는 것에 중압감을 느끼고 현군이 폭군으로 돌변한다.

"왕"이 되는 것은 기린이 무릎을 꿇는 시점, 혹은 맹세를 주고 받은 시점이라고 여겨지고 있다. 왕이 된 시점에서 그 사람은 사람으로서 죽고, 기린의 신비스러운 힘으로 되살아 나는 것이라고도 생각할 수 있으며, 기린이 죽으면 왕도 죽는다. 기린의 선정에 따라 왕이 된 사람은 호적에서 벗어나 신적에 등록되며, 불로 불사의 몸이 되어 동기 이외로는 해를 입지 않는 몸이 되는 것은 신선과 마찬가지이다. 호적이 없기 때문에 정식적인 결혼은 할 수 없지만, 등극 시기에 기혼자인 경우 아이를 노목에 빌 수 있다.
왕으로 선택받으면 기린과의 서약을 관례에 따른 문언으로 주고받는다. (기린은 이 서약을 여선들에게 배운다.) 그리고 천칙을 받기 위해 봉산으로 향한다. 천칙을 받는 날까지 왕은 단계궁에 거처하며, 길일이 되면 운제궁으로 가 계단을 오른다. 계단은 봉산의 정상에 이어져 있으며 계단을 다 오른 자는 사당에 들어가 천제에게 향을 올린다. 그 뒤 현무를 타고 운해를 건너 왕궁으로 향한다.
왕이 탄생하면 여러 길조가 나타난다. 우선 왕이 태어난 나라의 백치가 〈즉위〉라고 울고, 봉(鳳)이 타국의 왕에게 어느나라 왕이 즉위했는지 알려준다. 그리고 서운(현무가 운해에 남기는 흔적같은 것)이 나타난다. 따라서 이런 길조 없이 왕의 즉위를 전하는 사절이 온 경우, 대부분은 위왕인 것을 의심하고, 실제로 그러하기도 하다. 왕이 쓰러진 경우에는 백치가 〈붕어〉라고 운 뒤 죽으며, 이 또한 봉(鳳)에 의해 타국의 왕도 알게 된다.
각국의 보물중에는 왕만이 다룰 수 있는 것도 있으며, 기린과 함께 왕의 비장의 카드가 된다. 기린이 실도할 정도로 실정이 되지 않는 한 왕이 옥좌에 있는 것만으로 천재지변이나 요마의 습격을 줄일 수 있다. 왕에게 가장 기본적인 직무에 해당하지만 그저 왕궁에 있는 것만으로 해결되는 것은 아니며, 의식 특히 교사(郊祀)가 반드시 필요하다.

### 기린
각 나라에 하나씩 존재하는 최고위 신수. 왕기를 의지하여 자신의 주인을 선택한다. 그 뒤 왕과 함께 나라로 돌아가 신하가 되어 곁에서 왕을 돕는다. 기린의 성격은 기본적으로 자국민의 기질을 기준으로, 민의가 구체화 한 것이라고 여겨지고 있다. 성정은 인이며 자비심이 깊다. 싸움을 싫어하며 피의 부정으로 병이 들기도 한다. 자신의 주인 이외에는 결코 머리를 숙이지 않으며 다른 사람에게 머리를 숙이는 것은 절대로 불가능하다. 또한 기린 본래의 힘은 짐승으로 변했을 때 그 뿔에서 나온다고 여겨지며, 사람의 모습일 때는 뿔에 해당하는 이마를 만지는 것을 싫어하는 하늘을 뛰어다닐 수 있고, 12국 세계의 생물 중에서 가장 발이 빠르다고 한다.
12국 세계의 중앙에 있는 오산 중에 하나인 봉산의 사신목에 황금 난과가 열리면 열달 후 그 난과에서 기린이 태어난다. 태어난 후에는 봉로궁에 거주하며 여괴의 젖과 봉산의 여선들의 보살핌을 받아 자란다. 왕과 계약하기 전까지는 〈봉산공〉(봉산의 주인)으로 불린다. 봉산에 사는 여선들은 기린을 보살펴주기 위해 존재하며 여선 중에서도 벽하현군은 유일하게 기린과 동등한 존재이다. 왕이 없는 기린의 수명은 30년 정도로 (봉래에서는 10년에 해당한다), 드물게 왕을 찾아내지 못한채 천수를 맞이하는 기린도 있다. 하지만 왕을 선택한 후에는 왕이 도를 잃어 〈실도의 병〉에 걸리거나, 모반등 동기로 공격받는 사태가 일어나지 않는 한 왕과 함께 계속 살아갈 수 있다. 기린이 죽으면 왕도 죽기 때문에 기린을 죽인 자는 사형에 처해지기도 한다.
태어났을 때는 짐승의 모습으로 뿔은 없지만 5세정도 되면 사람의 모습으로 변하게 되며 말도 하기 시작한다. 그 뒤 한동안 모습이 빈번하게 바뀌지만 점차 잦아들고, 뿔이 이마에 생기면 완전한 사람의 모습으로 될 수 있으며 동시에 젖을 떼게 된다. 젖을 떼기 전에는 상처나 피의 부정에 강하다. 기린의 능력의 대부분은 짐승일 때 몸에 붙는다. 짐승일 때는 오산을 자유롭게 뛰어다니며 황해를 돌아 요마를 놀이처럼 절복시키며 지낸다. 사람의 모습에서 짐승의 모습으로 변하는 것을 전변(転変), 반대로 짐승에서 사람의 모습으로 변하는 것을 전화(転化)라고 한다. 봉산에서 태어나고 자란 기린은 짐승의 모습으로 태어나 성장함에 따라 전화를 배운다. 그러나 타이키처럼 12국 외에서 생활이 길어 전변이 어려운 경우가 있다. 성수가 되면 외견 상의 성장은 멈추지만 성수가 되기까지의 기간은 기린마다 각각 다르다.
보통은 금색 갈기를 가진다.(흑기린인 타이키는 강철색). 코우키는 동에 가까운 금색, 케이키는 상당히 옅은 금색처럼 기린의 갈기 색에도 개성이 있다. 12국 세계에서 금색을 금발인 사람은 반드시 기린이다. 어떠한 염료를 써도 갈기는 염색되지 않는다. 인간일 때의 머리는 짐승일 때의 갈기이며, 전변할 때에 흉하게 되거나 목이 굽는 것을 피하기 위해 기본적으로 자르지 않는다. 갈기(=머리)의 길이는 개체에 따라 다르며 더 이상 자라지 않을 때까지 기르는 것이 보통이다.
수컷은 기, 암컷은 린이라 하고 국씨를 이름으로 하여 그 기린을 나타내는 호가 된다. 다만 호칭으로 사용되는 것은 봉산에서 여선의 비호하에 있거나 사적인 대화를 할 경우에만 사용하고, 공식적인 자리에서는 일반적으로 직명인 재보, 혹은 경외를 나타내 타이호라 불린다. 타국의 기린은 국씨를 붙여 나누어 부른다. 기와 린의 비율은 한 나라를 보든, 세계 전체를 보든 시대에 따라 비율이 다를 수도 있지만 총체적으로 보면 반반씩이다.
특수한 능력으로서 요마를 사령이라 하여 자신의 부하로 부릴 수 있다. 기린 자신의 능력을 뛰어넘는 힘을 가진 요마는 절복시킬 수 없으며, 사령이 된 요마는 기린이 죽은 뒤 그 사체를 먹을 수 있다. 기린의 육체는 영력의 집합체이며 요마에게 거대한 힘을 준다. 그렇기 때문에 기린의 묘는 왕가 함께 합장되지만 시체는 없다. 보통 기린은 사후에 빈궁에 안치되며 안치되어 있는 동안 요마가 몰래 사체를 먹는다.

### 승산
승산(昇山)이란 왕이 되고 싶은 사람들이 자력으로 봉산에 올라 그 나라의 기린을 만나는 것을 말한다. 승산하여 기린을 만날 수 있는 것은 그 나라에 호적이 있는 자뿐이며, 생애 단 한번밖에 승산할 수 없다. 왕이 되기 위한 조건은 고국의 리목에서 태어난 자여야 하며, 왕의 자질을 가진 자가 태과로 흘러간 경우에는 승산할 수 없다. 따라서 그 때에는 기린이 스스로 인간계나 봉래·곤륜으로 건너가 왕을 찾는 경우도 있다.
전왕과 함께 기린이 죽은 경우, 다음 기린이 성장하길 기다려야 하기 때문에 약 5~10년을 기다려야 한다. 기린이 준비가 갖춰지면 고국의 리사에 기린기가 올라, 왕의 선정(승산) 개시를 알게 된다. 그렇기 때문에 좀 더 빨리 승산을 하려고 시기가 다가워오면 기린기가 오르기도 전에 사령문에 대기하는 자도 있다. (사령문이 열리는 것은 각가겨 일년에 한 번씩 정해진 날에만 열리기 때문이다.)
승산을 하려면 일단 사령문을 지나 봉산에 오르게 된다. 문에서 봉산까지는 약 한달정도 걸리며 이는 생사를 건 여행을 하게 된다. 기린과 면접한 결과 왕기를 인정받지 못하면 "지일(중일)까지 무사하기를"이라는 말을 듣게 된다. 지일이란 하지 및 동지를 말하며, 중일이란 피안의 중간 (춘분 및 추분), 즉 다음에 문이 열리는 말을 가리킨다. 왕기를 인정 받으면 운해 위로 안전하게 지나가기 때문에, 왕이 아닌 경우 위험한 황해를 건너야 한다는 것을 암묵적으로 말하는 것이다.
일반적으로 승산자는 초반에는 자만심이 강하거나 군인, 혹은 관리가 많고, 뒤로 갈 수록 주변 사람들에게 추천을 받아 승산을 결의한 사람이나 상인이 늘어가는 경향을 보인다. 특히 맨 처음 승산한 자 중에서 왕이 나올 경우, 그 왕을 〈질풍같이 왕이 된 자〉라는 뜻으로 표풍의 왕이라 한다. 표풍의 왕의 예로서 샤쿠 교소우(태왕)와 시쇼우(前채왕)을 들 수 있다.
승산한 자 중에 왕이 될만한 인물이 있는 경우, 강씨들 사이에서는 그것을 붕(鵬), 혹은 붕추(鵬雛)라고 하며, 평소보다도 위험이 훨씬 줄어들기 때문에 〈붕익을 탔다〉고 한다. 그러나 그 인물이 죽을 경우, 그 때까지의 쌓여있던 불운이 한꺼번에 닥친다.
또한 현재 십이국의 왕중에 자신이 승산하여 왕이 된 것을 밝혀진 것은 공왕 슈쇼우와 태왕 샤쿠 교소우 두사람이다. 연왕 쇼류와 경왕 세키시는 기린이 봉래로 건너가 왕을 선택하였고, 종왕 센신은 그가 경영하는 여관에 기린 쇼쇼우가 찾아왔다.

### 식
식은 기운의 흐트러짐으로 인해 발생하는 천재지변의 일종이다. 십이국의 세계와 봉래또는 곤륜등의 차원의 겹쳐짐으로 인한 일그러짐이 원인이라는 설정이다. 태풍이라면 강한 비바람을 동반한 재해라는 인식이 있지만 식은 일반적인 자연 재해와는 달리 정형화 되지 않은 예측 불가능한 재해이다ㅣ.

### 난과
십이국기의 독특한 설정으로 생명체의 탄생기원이 되는 나무열매이다. 난과가 열리는 나무는 태어나는 생물의 종류에 따라 리목, 야목 따위로 불린다.

### 광물
금이나 은, 수정등의 보물은 주로 대국에 나오는 금천, 은천, 옥천에서 채취한다. 샘물이 자갈 지층을 흐를 때 드물게 결정화하는 일이 있어 그 결정을 종석으로 하여 대응하는 샘에 담가 오랜 시간 기다리면 결정이 커진다. 바라는 크기가 되었을 때 채취한다. 그렇기 때문에 12국 세계에서는 보석 장식품의 가치는 높지 않고 진정으로 가치가 높은 것은 진주뿐이다.

### 해객·산객·태과
식에 휘말려 십이국 세계로 넘어온 봉래 및 곤륜의 인간을 말한다. 해객과 산객은 십이국 세계 태생이 아니므로 낯선 세계에의 적응과 언어소통 등에 크나큰 난항을 겪는다.

#### 해객
식에 휘말려 넘어온 봉래(일본)의 인간. 바닷가에서 발견되므로 해객이라 불린다.

#### 산객
식에 휘말려 넘어온 곤륜(중국)의 인간. 산에서 발견되므로 산객이라 불린다.

#### 태과
식에 휘말려 난과가 곤륜 또는 봉래로 넘어가 그곳에서 나고자란 십이국 세계의 인간.
이세계로 넘어가면 그곳 주민의 자궁에 수태되어 태어나며, 후에 기린과의 만남 등으로 십이국 세계에 귀환할 수 있다. 귀환 시 이세계에서의 적응을 위해 뒤집어쓰고 있던 껍질을 버리고 십이국 세계의 주민으로서 타고난 본 모습(체모 및 눈동자의 색, 피부색 등)을 되찾게 된다.
경왕 세키시와 연왕 쇼류, 엔키 로쿠타와 타이키 코우리가 작중 등장하는 대표적인 태과 출신이다.

### 반수
사람의 모습도 짐승의 모습도 될 수 있는 인간. 반수도 보통 인간의 아이로서 리목에 열린 난과에서 태어난다. 인간의 모습으로 있을  때에는 보통 사람과 전혀 구별되지 않는다. 다양한 짐승과 인간의 반수가 존재한다. 자신의 의지로 인간의 모습이 될 수도 있고 짐승의 모습이 될 수도 있지만 대부분 짐승의 모습으로 지내는 사람이 있는가 하면, 인간의 모습으로 지내는 것을 더 선호하는 사람도 있다.
원래는 대부분의 나라에서 제도적으로 차별하여 성인이 되어도 군역을 뛸 수 없고, 학교에도 가지 못해 관리도 되지 못하였다. 그러나 그렇게 대하던 나라들은 점차 멸망하였으며, 대국에서는 효종이 제도를 폐지하고 (나라가 혼란스럽기 때문에 철저하게 폐지되지는 않았다.), 경국에서도 요코가 초칙으로 폐지하였기 때문에 호적을 주지않을 정도의 법적 차별이 남아 있는 나라는 교국 뿐이다. 경에서는 반수는 상대부 이상의 관리직에는 등용될 수 없었으나, 요우코가 칙명으로 폐지하였기 때문에 법률상 평등하게 되었지만 반수에 대한 차별은 남아있다. 제도상으로는 반수에 대한 차별이 거의 없게 된 안국의 대학에서도 교수에게 반수 모습으로 수강을 거부당하거나 책을 갉아먹는다고 생각하는 등 사실상 차별은 뿌리깊게 박혀있다.

### 장애인 차별과 남녀차별
반수나 해객·산객, 유민에 대한 차별과는 대조적으로, 장애인이나 남녀차별은 없다. 선천적 장애인에 대한 보호제도가 정비되어 있으며, 임신 및 출산이 발생하지 않기 때문에 남녀 모두 일하는 것을 당연하게 여기고 있다. 직업도 대부분의 직종에서 반반씩 이루고 있으며 무관등도 체력적인 이유에서 남자가 많은 것일 뿐, 여자가 없는 것은 아니다. 왕이나 기린도 남녀 비율을 역사서를 조사해 평균내어 보면, 어느 나라를 보아도 시대에 따라 차이는 있지만 대부분 반반이다.

### 언어
12국 세계에서 사용되는 언어는, 봉래나 곤륜에서 사용하는 언어와 매우 다른 언어이다. 문자는 한자(애니메이션 판에서는 금문(金文))을 사용하였으며, 한문을 이용하고 있기 때문에 헤키 라쿠진처럼 중국어 지식으로 한문의 필담으로 의사소통을 할 수는 있지만, 초보적인 현대 중국어로 회화는 불가능하다. 특정 지역에서만 사용되는 관용구가 있지만 타국간에 차이는 없다.

### 력
각국마다 원호제를 시행하고 있으며 서력과 같은 세계 공통적인 연수표기방법은 12국 세계에는 없다. 원호는 왕이 즉위했을 때 개원되며 그 뒤에도 왕의 정책에 따라 개원되기도 한다.

## 법령

### 적면의 죄
적면의 죄는 태강에 정해진 가장 중한 죄 중 하나로, “군사를 이끌고 타국에 들어가는 것”을 말한다. “왕도 기린도 수일 내에 쓰러지게 된다.”.
과거의 실례로, 준제의 고사가 전해져 내려온다. 명군이자 자비심이 많기로 유명한 재국의 준제는 〈이웃 국가의 백성을 구하기 위해〉왕사를 출병시켰고 누구도 태강에 어긋나는 일이라 여기지 않았다. 하지만 군사가 국경을 넘어간지 얼마 지나지 않아, 왕과 기린이 돌연사를 맞게 된다. 그것이 적면의 죄인 것은 처음에는 아무도 몰랐으나, 다음 왕이 등극했을 때 국새의 국씨가 바뀌어 적면의 죄인 것을 알게 되었다. 이 죄는 군대의 침입 뿐만 아니라 기린이 사령만을 보내는 것도 해당되며, 《달의 그림자 그림자의 바다》에서는 실도의 병을 앓고 있는 코우린이 안까지 향하고 있었다. 그 나라의 왕으로부터 정식적인 요청없이 군사력을 타국으로 지원하는 일은 용서되지 않는다.
국씨가 바뀌는 것은 왕이 매우 무거운 죄를 지었다는 것을 의미하는 것이어, 과거에 국씨가 바뀐 같은 예로서 들 수 있는 것은, 〈실도로 기린이 죽은 일에 이성을 잃어, 다음 기린이 태어나지 않게 하기 위해서 봉산에 침입하여 사신목을 다 태우고 여선을 몰살했다〉는 대극국의 왕의 사례가 있다.
애니메이션에서는 적면의 죄의 정의 그 자체가 원작과 매우 다르다. 〈천명에 거스르며 인도에서 벗어나는 일〉·〈천명을 받아들이지 않고 스스로 죽음을 선택하는(≒선양 한다) 일〉·〈타국에 침입하는 일〉이 3개가 적면의 죄로 설정되어있다. 이 세 가지는 원작에서도 〈왕이 저질러서는 안 되는 일〉이다.